# Michelle Lujan Grisham
Michelle Lynn Lujan Grisham (Los Alamos, 24 oktober 1959) is een Amerikaanse politica van de Democratische Partij. Sinds 1 januari 2019 is zij de gouverneur van de Amerikaanse staat New Mexico. Eerder, van 2013 tot en met 2018, zetelde zij namens diezelfde staat in het Huis van Afgevaardigden van de Verenigde Staten.

## Levensloop
Michelle Lujan Grisham (meisjesnaam: Lujan) werd geboren in Los Alamos, een plaats in het centrale noorden van de staat New Mexico. Ze komt uit een latinogezin van oorspronkelijk drie kinderen; haar zus Kimberly overleed op 21-jarige leeftijd echter aan een hersentumor. Een deel van de familie Lujan was prominent werkzaam in de politiek. Zo zetelde haar oom, Manuel Lujan, twee decennia lang in het Huis van Afgevaardigden en was hij tevens minister van Binnenlandse Zaken tijdens het presidentschap van George H.W. Bush. Haar grootvader Eugene was op staatsniveau actief als rechter van het hooggerechtshof van New Mexico. Ben Ray Luján, haar neef, trad in 2009 aan in het Huis van Afgevaardigden als vertegenwoordiger van New Mexico's 3e congresdistrict.
Michelle Lujan groeide op in Santa Fe, de hoofdstad van New Mexico, en doorliep daar ook de middelbare school. Aansluitend ging ze in 1977 studeren aan de Universiteit van New Mexico in Albuquerque. Daar behaalde ze in 1981 haar Bachelor of Science. Later volgde ze nog een rechtenstudie, die ze in 1987 afsloot met een Juris Doctor.
Ze trouwde in 1982 met Gregory Grisham en kreeg met hem twee kinderen. Haar man overleed in 2004.

### Politieke werkzaamheden
Haar eerste stappen in de politiek zette Lujan Grisham als directrice van het agentschap voor Ouderenzaken, een taak die ze van 1991 tot 2004 uitvoerde onder de gouverneurschappen van achtereenvolgens Bruce King, Gary Johnson en Bill Richardson. In 2004 werd ze door Richardson benoemd tot minister van Volksgezondheid van New Mexico. Ze behield deze functie drie jaar.
In 2008 stelde Lujan Grisham zich namens de Democratische Partij verkiesbaar voor het 1e district van New Mexico in het federale Huis van Afgevaardigden, dezelfde zetel die haar oom Manuel Lujan tussen 1969 en 1989 twintig jaar bekleed had. Ze slaagde er echter niet in haar partijgenoot Martin Heinrich te verslaan. Nadat ze korte tijd actief was als lokaal bestuurder van Bernalillo County, richtte ze haar blik in 2012 opnieuw op Washington D.C. Heinrich maakte een overstap naar de Senaat en Lujan Grisham besloot opnieuw haar kans te wagen de betreffende zetel alsnog te veroveren. Ditmaal wist ze de Democratische nominatie wel naar zich toe te trekken. Met 59% van de stemmen versloeg ze in de algemene verkiezing ook de Republikeinse kandidaat Janice Arnold-Jones.
Lujan Grisham trad begin januari 2013 aan als afgevaardigde. Ze werd nog tweemaal met ruime cijfers herkozen: in 2014 en 2016. Tijdens deze periode was ze tevens voorzitter van de Congressional Hispanic Caucus, een raad van zittende Democratische latino's in het Amerikaans Congres. In 2016 kwam ze kort in opspraak door een reis naar Bakoe, die ze met acht andere congresleden ondernam. Deze zou door de Azerbeidzjaanse overheid gefinancierd zijn.

#### Gouverneurschap
Eind 2016 kondigde Lujan Grisham aan zich verkiesbaar te stellen voor het gouverneurschap van New Mexico bij de gouverneursverkiezingen van 2018. Hiermee werd zij een van de kandidaten om Susana Martinez op te volgen, die zich na twee termijnen als gouverneur niet nogmaals verkiesbaar mocht stellen. Na een succesvolle campagne wist Lujan Grisham de voorverkiezing van de Democratische Partij eenvoudig te winnen, waarna ze het bij de algemene verkiezingen moest opnemen tegen de Republikein Steve Pearce. Met ruim 57% van de stemmen werd ze uiteindelijk verkozen tot gouverneur. Hiermee kreeg New Mexico na acht jaar weer een Democraat aan het roer. Op 1 januari 2019 werd ze ingezworen in de hoofdstad Santa Fe. Haar ambtstermijn loopt tot 2023.
Lujan Grisham is pro-choice en een pleitbezorger voor de rechten van vrouwen, ouderen en de lgbt-gemeenschap. Ze heeft zich ook ingezet voor het behoud van Obamacare en het inperken van de wapenwet. In haar eerste maand als gouverneur tekende ze een decreet waarmee New Mexico toetrad tot de United States Climate Alliance. In september 2019 verklaarde ze het collegegeld op openbare universiteiten af te willen schaffen voor inwoners van de staat.